# Río San Juan (ort i Dominikanska republiken, María Trinidad Sánchez, lat 19,64, long -70,08)
Río San Juan är en ort i Dominikanska republiken.   Den ligger i provinsen María Trinidad Sánchez, i den nordöstra delen av landet, 130 km norr om huvudstaden Santo Domingo. Río San Juan ligger 6 meter över havet och antalet invånare är 8 983.
Terrängen runt Río San Juan är platt västerut, men åt sydost är den kuperad. Havet är nära Río San Juan åt nordväst. Runt Río San Juan är det ganska tätbefolkat, med 104 invånare per kvadratkilometer. Río San Juan är det största samhället i trakten. Omgivningarna runt Río San Juan är en mosaik av jordbruksmark och naturlig växtlighet.